# مدينة الصفصاف
مدينة الصفصاف مسلسل أنمي ياباني عرض لأول مرة في 7 أكتوبر 1993 واستمر عرضه حتى 31 مارس 1994 تمت دبلجة المسلسل للغة العربية بواسطة مركز الزهرة وعرض على قناة سبيس تون.

## القصة
تقع قرية الصفصاف بالقرب من مدينة الورد كما تطل على نهر صاف وهي قرية هادئة وادعة تدور على أرضها مغامرات رائعة وأبطال تلك المغامرة حيوانات مسالمة تجمع بينهم صداقة عظيمة.
علام الفأر المحب للجميع والذي يقوم بمساعدة رفاقه دوماً دون أن يتردد كم أن هناك خلدي والعم وديع الذي يعد أكبرهم ويقوم بنصحهم دوماً، يتعرض الأصدقاء إلى مفارقات عجيبة ومخاطر عديدة والسبب وراء ذلك هم البشر بتصرفاتهم غير المسؤولة.

## الشخصيات
الممثلون :
علي القاسم - مأمون الرفاعي - زياد الرفاعي - أيمن السالك - ميادة درويش - آمال سعد الدين - محمد مصطفى - محمد خير أبو حسون - بثينه شيا - رائفة أحمد
الإعداد : أيمن بكيراتي
التدقيق اللغوي : عماد الدين الرشيد
هندسة الصوت : محمد حسان بكر
الإشراف الهندسي : المهندس / رامز ترجمان
المونتاج : سامر أبو حمد
المكياج : لويس أبو عسلي
```
كلمات و لحن: 
طارق العربي طرقان
```

غناء : رشا رزق
الإشراف العام : مناع حجازي
الإشراف الفني : يحيى الكفري

## روابط خارجية
- مدينة الصفصاف على موقع قاعدة بيانات الفيلم (الإنجليزية)
- مدينة الصفصاف على موقع ANN anime (الإنجليزية)